# Schleuse Herbrum
Die Schleuse Herbrum ist die nördlichste Schleuse des Dortmund-Ems-Kanals. Sie liegt in Herbrum, einem Ortsteil der Stadt Papenburg im Landkreis Emsland.

## Beschreibung
Die Schleuse Herbrum ist das Bindeglied zwischen dem Dortmund-Ems-Kanal und dem von den Gezeiten beeinflussten Ems-Ästuar. Sie wird zu festgelegten Zeiten vor Ort bedient, durch das Schlickproblem im Unterwasser kann aber nur bei ausreichendem Wasserstand auf der Ems geschleust werden. Als Zugang zum kanalisierten Binnenwasserstraßennetz ist sie deshalb von besonderer Bedeutung.
Alte Schleuse
Die erste Schleusenkammer wurde 1899 in Böschungsbauweise errichtet und in Betrieb genommen. Sie ist 165 m lang, 10 m breit und wird mit zwei Hubtoren verschlossen, deren Kontergewichte jeweils von einem markanten Stahlportal aufgenommen werden. Die Schleuse wurde 2010 stillgelegt.
Neue Schleuse
Die neue Schleusenkammer wurde 1964–1966 in Spundwandbauweise errichtet. Sie ist 165 m lang, 12 m breit und wird ebenfalls mit zwei Hubtoren in Stahlportalen verschlossen.
Im Oktober 2016 fiel ein Hubtor aus und es bestand die Gefahr, dass die wartenden Schiffe im Unterwasser bei Ebbe auf Grund aufsetzen. In Zusammenarbeit mit dem Niedersächsischen Landesbetrieb für Wasserwirtschaft, Küsten- und Naturschutz wurde daraufhin das Emssperrwerk geschlossen und ein ausreichender Wasserstand zur Abwehr der Gefahrensituation erreicht. In gut 15 Jahren soll die Schleuse stillgelegt werden.
Neubau
Es soll ein Neubau errichtet werden. 2028 soll mit dem Neubau begonnen werden, nach drei Jahren die Fertigstellung erfolgen.